# T-33教練機
T-33教練機是1947年從P-80/F-80戰鬥機發展而來的，原本的設計編號為TP-80C/TF-80C，後來更改為T-33。除機身較F-80延長約3英呎以容納第二個駕駛座位與操控儀器以外，大部分的設計都與F-80相同。
在P-80成為美國空軍第一個以中隊數量服役的噴射戰鬥機之後，由於機隊中的噴射機數目日漸增加，因此美軍需要使用噴射動力的教練機，用以訓練已經通過螺旋槳飛機訓練的飛行員。
因此，雙座型的TP-80C（T-33的先前編號）便應運而生，於1948年3月22日首次試飛。除了美國空軍之外，美國海軍亦從1949年開始使用T-33訓練其飛行駕駛員，並發展出可用於航艦海上起降訓練的T2V-1/T-1A型教練機。在大約10年的生產期間共製造了6557架T-33型機，其中5691架是由美國洛克希德公司所生產的。
大部分美國的盟邦都曾使用過T-33來訓練飛行員。後又以T-33為基礎，經改進後推出F-94，是美國第一架全天候攔截機，曾在韓戰中留下四次空戰勝利紀錄。

## 設計特點
主翼採用展弦比高的直翼，操控性能良好。

## 衍生型
T-33A
雙座噴射教練機
AT-33A
由T-33A改裝而成的雙座輕型攻擊教練機
DT-33A
少數由T-33A改裝而成無人機控制機
NT-33A
一架由T-33A改裝，做為新型飛控系統測試，與飛行員操控訓練的特別空中平台
QT-33A
由T-33A改裝的無人遙控靶機
RT-33A
單座偵查機型
TO-1/TV-1
美國海軍在1949年所接收的50架P-80C教練機（T-33A的前身）。
TO-2/TV-2/T-33B
美國海軍所使用的雙座陸基噴射教練機，等同於T-33A。1962年改編號為T-33B
TV-2D/DT-33B
1951年所改裝的無人機控制機
TV-2KD/DT-33C
1956年改裝的無線電控制無人靶機
CT-133銀星
加拿大授權製造的T-33A型教練機

## 性能諸元
- 長：11.2米
- 寬：11.5米
- 高：3.3米
- 引擎J-33×1
- 空重：3,017公斤
- 固定武裝：12.7毫米機槍×2
- 對地武器：炸彈、空射火箭

## 使用國家

T-33的使用國家

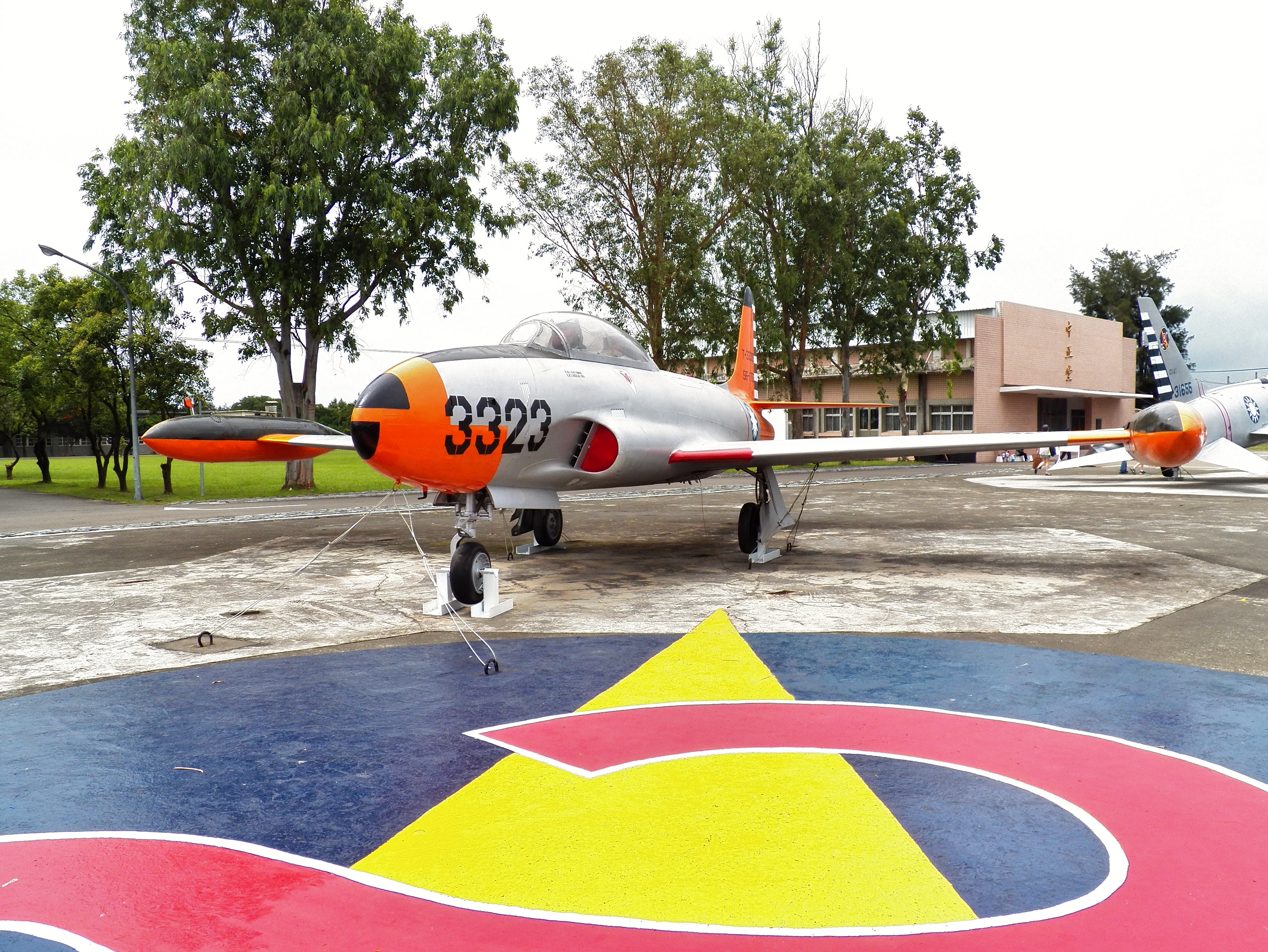
T-33教練機（新竹基地）

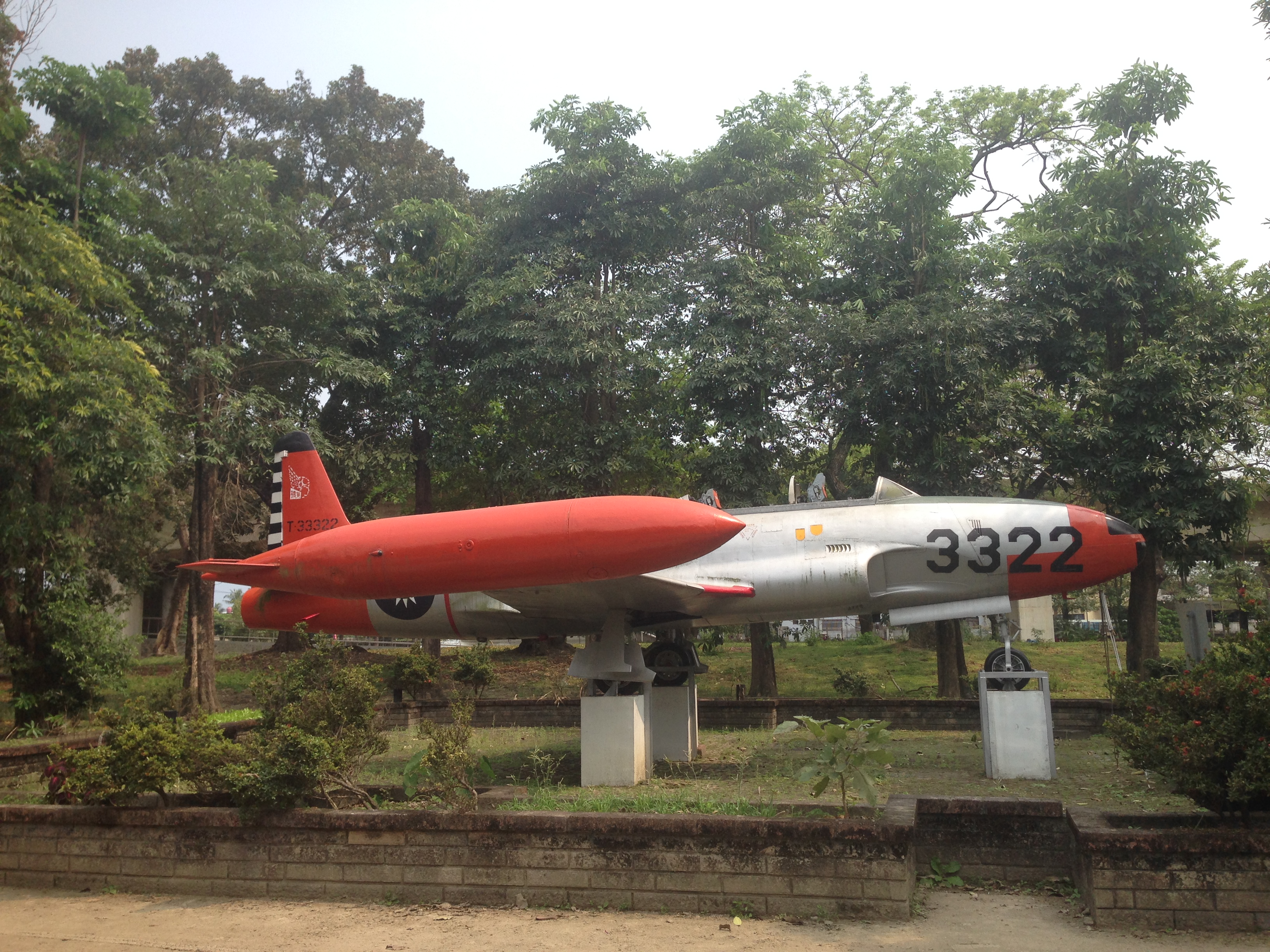
T-33A教練機（麟洛運動公園）

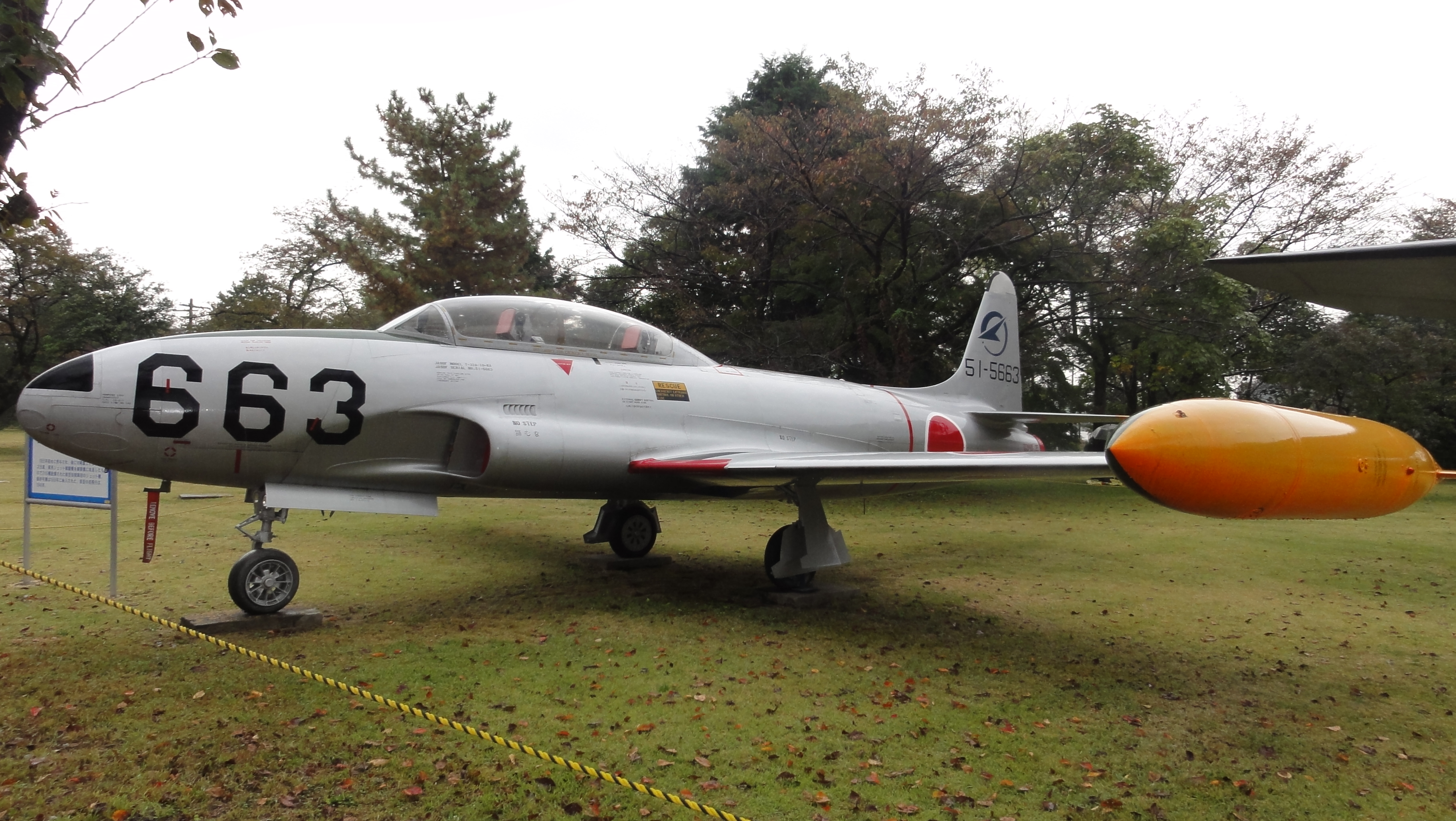
航空自衛隊的T-33A

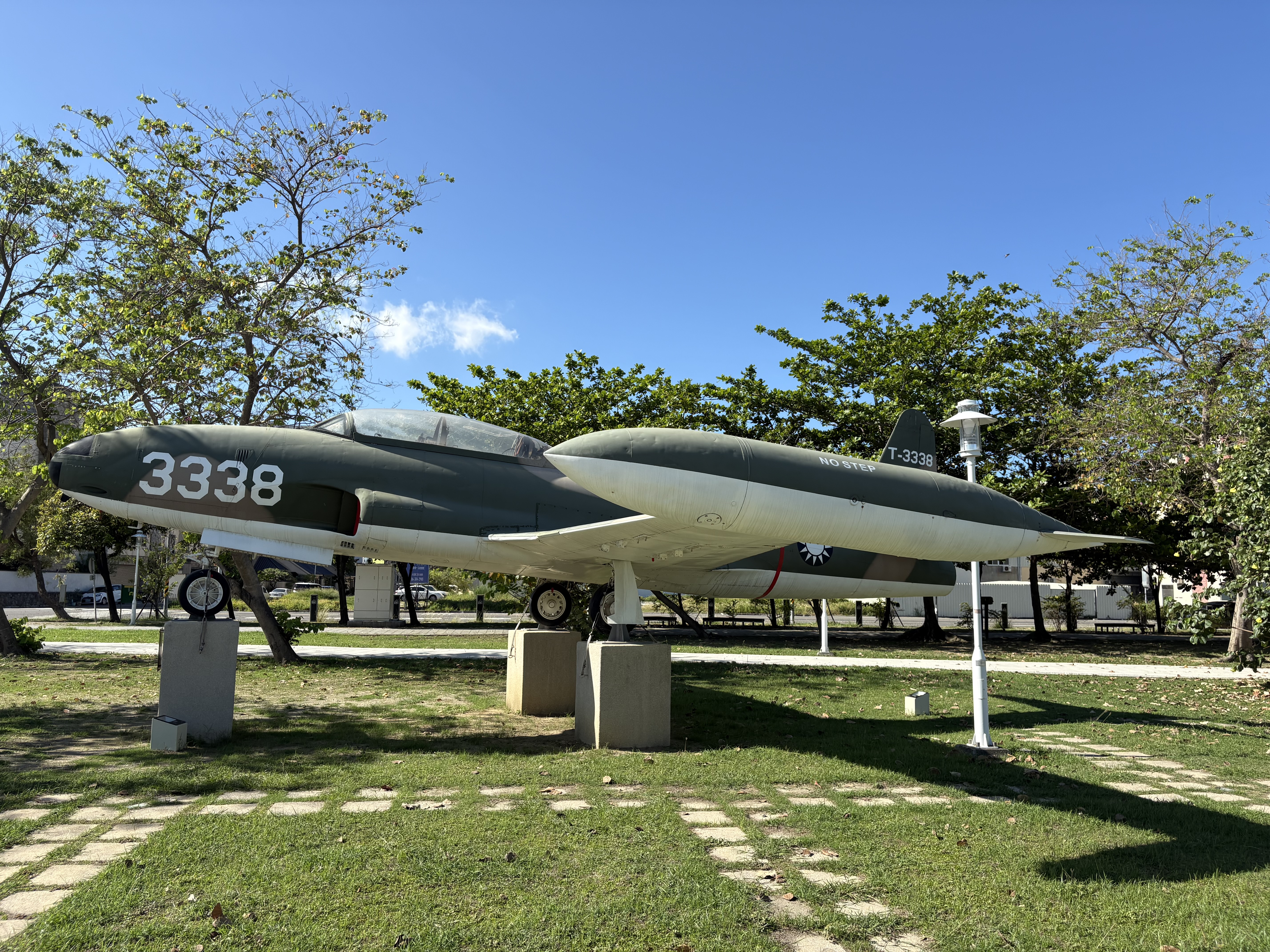
T-33A叢林迷彩塗裝。

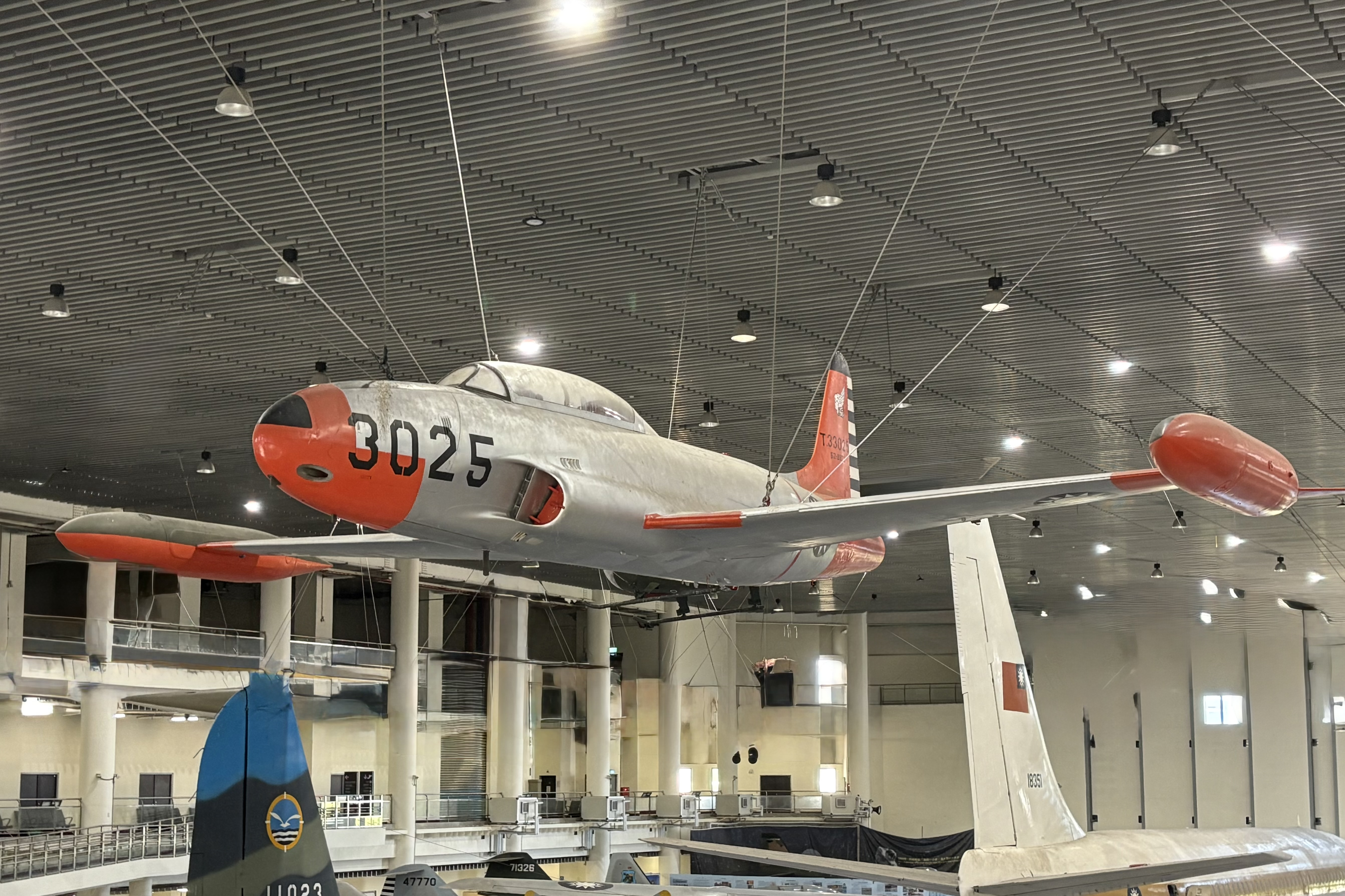
T-33A教練機塗裝

比利时
 玻利维亚
玻利維亞空軍為目前全世界最後一個仍在使用AT-33戰鬥教練機之國家。該國的T-33來自於加拿大所生產的CT-133，並於2000年進行航電與機身翻修工程。
 巴西
 緬甸
 加拿大
 智利
 中華民國
中華民國空軍曾使用美援的T-33A做為部隊換裝、高級飛行教練、密接攻擊等不同用途。另外也曾使用過RT-33A對大陸沿海地區進行偵照。後來由AT-3教練機取代。
 哥伦比亚
 古巴
 丹麦
 
 
 薩爾瓦多
 法國
 德国
 希腊
 
 
 印度尼西亞
 伊朗
 義大利
 日本
 利比亞
 墨西哥
 荷蘭
 尼加拉瓜
 挪威
 巴基斯坦
 巴拉圭
 秘魯
 菲律賓
 葡萄牙
 沙烏地阿拉伯
 新加坡
 
 西班牙
 泰國
 土耳其
 美国
 乌拉圭
 南斯拉夫